# José Jackson Veyán
José Jackson Veyán, född den 6 juli 1852 i Cádiz, död den 31 maj 1935 i Madrid, var en spansk författare och journalist och redaktör.
Jackson Veyán började sin författarbana 1870 i Santander och var en bland de mest produktive librettisterna på sin tid. Han skrev nämligen texten till mer än hundra zarzuelor av samtidens främsta spanska kompositörer på zarzuelans område, som Chapí, Caballero, Brull, Bretón, Chueca och Vives. Jackson Veyán var en av redaktörerna för Spaniens främsta illustrerade tidning Illustración española y americana samt redaktör av La moda elegante, Madrid comico och El Cascabel. Även några diktsamlingar av Jackson Veyán föreligger, som Notas de amor, Primeros acordes och Ensalada rusa.